# 月月红
月月红（学名：Ardisia faberi）为报春花科紫金牛属下的一种。种名 faberi 以19世纪来中国传教、收集植物的德国植物学家花之安（Ernst Faber, 1839-1899）的名字命名。

## 变种
- 月月红（Ardisia faberi var. faberi，原变种）
- 短柄月月红（A. faberi var. oblanceifolia）